# Verbandsliga 1929-1930
L'edizione 1929-30 della Verbandsliga vide la vittoria finale dell'Hertha Berlino.
Capocannoniere del torneo fu Josef Schmitt (Norimberga), con 7 reti.

## Partecipanti
| Squadra                    | qualificata come                                                                        |
| VfB Königsberg             | Campione Nordostdeutscher                                                               |
| FC Titania Stettino        | Vicecampione Nordostdeutscher                                                           |
| Beuthener SuSV             | Campione Südostdeutscher                                                                |
| Vereinigte Breslauer Spfr. | Vicecampione Südostdeutscher                                                            |
| Hertha Berlino             | Campione Berlin-Brandenburg                                                             |
| Tennis Borussia Berlino    | Vicecampione Berlin-Brandenburg                                                         |
| Dresdner SC                | Campione Mitteldeutscher                                                                |
| VfB Lipsia                 | Vicecampione Mitteldeutscher                                                            |
| Holstein Kiel              | Campione Norddeutscher                                                                  |
| SV Arminia Hannover        | Vicecampione Norddeutscher                                                              |
| Schalke 04                 | Campione Westdeutscher                                                                  |
| VfL Benrath                | Vicecampione Westdeutscher                                                              |
| SpVgg Sülz 07              | In rappresentanza delle squadre qualificate al terzo turno del campionato Westdeutscher |
| SG Eintracht Francoforte   | Campione Süddeutscher                                                                   |
| SpVgg Fürth                | Vicecampione Süddeutscher                                                               |
| Norimberga                 | In rappresentanza delle squadre qualificate al terzo turno del campionato Süddeutscher  |

## Fase finale

### Ottavi di finale
| Vereinigte Breslauer Spfr. | 0 – 7 | Norimberga |

| Schalke 04 | 6 – 2 | SV Arminia Hannover |

| SG Eintracht Francoforte | 1 – 0 | VfL Benrath |

| Hertha Berlino | 3 – 2 | Beuthener SuSV |

| SpVgg Fürth | 4 – 1 | Tennis Borussia Berlino |

| Holstein Kiel | 4 – 3 | VfB Lipsia |

| Dresdner SC | 8 – 1 | VfB Königsberg |

| FC Titania Stettino | 2 – 4 | SpVgg Sülz 07 |

### Quarti di finale
| Norimberga | 6 – 2 | Schalke 04 |

| Holstein Kiel | 4 – 2 | SG Eintracht Francoforte |

| Dresdner SC | 5 – 4 dts | SpVgg Fürth |

| Hertha Berlino | 8 – 1 | SpVgg Sülz 07 |

una prima partita, tra Hertha BSC e SpVgg Sülz 07, venne giocata il 1º giugno 1930 a Colonia, e terminò 0-0 dopo i tempi supplementari

### Semifinali
| Hertha Berlino | 6 – 3 | Norimberga |

| Holstein Kiel | 2 – 0 | Dresdner SC |

### Finale
| Hertha Berlino | 5 – 4 | Holstein Kiel |

## Verdetti
- Hertha BSC campione della Repubblica di Weimar 1929-30.